# Wspólnota administracyjna Untersteinach
Wspólnota administracyjna Untersteinach – wspólnota administracyjna (niem. Verwaltungsgemeinschaft) w Niemczech, w kraju związkowym Bawaria, w rejencji Górna Frankonia, w regionie Oberfranken-Ost, w powiecie Kulmbach. Siedziba wspólnoty znajduje się w miejscowości Untersteinach. Przewodniczącym jej jest Heinz Burges.
Wspólnota administracyjna zrzesza gminę miejską (Stadt), gminę targową (Markt) oraz dwie gminy wiejskie (Gemeinde):
- Guttenberg, 528 mieszkańców, 10,66 km²
- Kupferberg, miasto, 1 040 mieszkańców, 8,28 km²
- Ludwigschorgast, gmina targowa, 973 mieszkańców, 5,95 km²
- Untersteinach, 1 836 mieszkańców, 11,42 km²